# Pujoliclerus modestus
Pujoliclerus modestus is een keversoort uit de familie mierkevers (Cleridae). De wetenschappelijke naam van de soort is voor het eerst geldig gepubliceerd in 1947 door Pic.